# Garth Snow
Garth E. Snow (* 28. Juli 1969 in Wrentham, Massachusetts) ist ein ehemaliger US-amerikanischer Eishockeytorwart und derzeitiger -funktionär. Er war von 1993 bis 2006 für die Québec Nordiques, Philadelphia Flyers, Vancouver Canucks, Pittsburgh Penguins und New York Islanders in der National Hockey League aktiv. Anschließend leitete er von 2006 bis 2018 als General Manager die Geschicke der New York Islanders.

## Karriere als Spieler
Garth Snow wurde beim NHL Entry Draft 1987 von den Québec Nordiques in der sechsten Runde an Position 114 ausgewählt. Danach spielte er ein Jahr bei den Stratford Cullitons, bevor er fünf Jahre für die University of Maine aufs Eis ging.
1993 kam er zu seinem ersten Einsatz für die Québec Nordiques und es folgten in der Saison 1993/94 noch vier weitere Einsätze. Im Laufe seiner Karriere absolvierte Snow 388 Spiele in der NHL für die Québec Nordiques, Philadelphia Flyers, Vancouver Canucks, Pittsburgh Penguins und New York Islanders. Einen Titel gewann er nie und als Nummer eins konnte er sich auch in keinem Team für längere Zeit durchsetzen.
In der Saison 1994/95 spielte er hauptsächlich für die Cornwall Aces in der American Hockey League, während er für die Nordiques zwei Spiele absolvierte. Nach der Saison zogen die Nordiques nach Denver um und änderten ihren Namen in Colorado Avalanche. Kurz darauf transferierte man ihn zu den Philadelphia Flyers, wo er von 1995 bis 1998 zusammen mit Ron Hextall das Torhütergespann der Flyers bildete. In der Spielzeit 1996/97 erreichten die Flyers die Finalserie um den Stanley Cup gegen die Detroit Red Wings und verloren diese in vier Spielen. Snow kam in den Playoffs dieser Saison auf zwölf Einsätze.
Im März 1998 wurde er in einem Tauschgeschäft für Sean Burke zu den Vancouver Canucks transferiert. Dort nahm er vorerst den Posten als Stammtorhüter ein, musste sich ihn aber im Jahr darauf mit Félix Potvin teilen. Nach zwei Jahren verließ er die Canucks und unterschrieb einen Vertrag bei den Pittsburgh Penguins, wo er sich den Platz als Stammtorhüter mit Jean-Sébastien Aubin teilte. Anfang Juli 2001 erhielt er als Free Agent einen Kontrakt bei den New York Islanders. Er wurde dort der Back-up-Goalie, zunächst von Chris Osgood, später von Rick DiPietro.
Am 18. Juli 2006 wurde der erst einen Monat vorher eingestellte Neil Smith als General Manager der New York Islanders entlassen. Snow beendete daraufhin seine Karriere und wurde als neuer General Manager vorgestellt.

### International
Garth Snow nahm mit der US-amerikanischen Nationalmannschaft an den Olympischen Winterspielen 1994 sowie der Weltmeisterschaft 1998 teil.

## Erfolge und Auszeichnungen
- 1992 Hockey East Second All-Star Team
- 1993 Hockey East Second All-Star Team
- 1993 NCAA Championship All-Tournament Team

## Karriere als General Manager
Snow sorgte für Aufsehen, als er Torhüter Rick DiPietro im September 2006 mit einem 67,5 Millionen US-Dollar schweren Vertrag über 15 Jahre ausstattete, der in der Folge jedoch bereits im Sommer 2013 aufgelöst wurde. In seiner ersten Saison als General Manager baute Garth Snow das Team um. So verpflichtete er Spieler wie Richard Zedník, Randy Robitaille oder Marc-André Bergeron. Der größte Coup gelang ihm am 27. Februar 2007, als er wenige Minuten vor dem Ende der Transferperiode Stürmer Ryan Smyth von den Edmonton Oilers verpflichtete. Insgesamt war er zwölf Jahre als General Manager der Islanders tätig, in denen das Team nur einmal über die erste Playoff-Runde hinauskam und die post-season insgesamt nur viermal erreichte. Im Juni 2018 wurde er samt Cheftrainer Doug Weight entlassen und durch Lou Lamoriello ersetzt, der nur wenige Wochen zuvor als President of Hockey Operations in New York übernommen hatte.